# Puerto Ricó-i labdarúgó-válogatott
A Puerto Ricó-i labdarúgó-válogatott Puerto Rico nemzeti csapata, amelyet a Puerto Ricó-i labdarúgó-szövetség (spanyolul: Federación Puertorriqueña de Fútbol) irányít. A CONCACAF-tagállam szigetország nemzeti tizenegye eddig nem ért el kimagasló eredményt nemzetközi labdarúgótornán.

## Korábbi mérkőzések 2022-ben
| Dátum            | Helyszín        |             | Ellenfél             | Eredmény |                          |
| ---------------- | --------------- | ----------- | -------------------- | -------- | ------------------------ |
| 2022. június 10. | Kajmán-szigetek | Puerto Rico | Kajmán-szigetek      | 3 - 0    | CONCACAF Nemzetek Ligája |
| 2022. június 13. | Puerto Rico     | Puerto Rico | Brit Virgin-szigetek | 6 - 0    | CONCACAF Nemzetek Ligája |

### Következő mérkőzések
| Időpont         | Kiírás                   | Helyszín             | Ellenfél             |
| --------------- | ------------------------ | -------------------- | -------------------- |
| 2023 március 23 | CONCACAF Nemzetek ligája | Brit Virgin-szigetek | Brit Virgin-szigetek |
| 2023 március 26 | CONCACAF Nemzetek ligája | Puerto Rico          | Kajmán-szigetek      |

## Világbajnoki szereplés
- 1930 - 1970: Nem indult.
- 1974: Nem jutott be.
- 1978: Nem indult
- 1982: Nem indult
- 1986 - 2002: Nem jutott be.
- 2006: Nem indult.
- 2010: Nem jutott be.
- 2014: Nem jutott be.
- 2018: Nem jutott be.

## CONCACAF-aranykupa-szereplés
- 1991 - 1996: Nem indult.
- 1998: Visszalépett.
- 2000 - 2007: Nem indult.